# Pesticid
Pesticíd (iz latinskega pestis, kuga in cidium, umor) je kemikalija za uničevanje škodljivcev na pridelovalnih površinah. Ti škodljivci so lahko žuželke (proti katerim se uporablja insekticide), škodljive rastline in plevel (proti katerim se uporablja herbicide), zajedalske glive - npr. rje, plesni in sneti (proti katerim se uporablja fungicide). Uporabljajo jih tudi proti insektom, ki prenašajo bolezni (npr. komarjem ), podganam in drugim škodljivcem, ki ogrožajo ljudi in živali.
Zaradi agresivnega delovanja so jih uporabljali tudi kot bojne strupe na primer za uničevanje sovražnikovega pridelka oz. za ubijanje ljudi (npr. Zyklon B, ki so ga množično uporabljali med 2. svetovno vojno).

## Definicija
Definicija pesticidov po Organizaciji za prehrano in kmetijstvo (FAO) je sledeča:
Pesticid je vsaka snov ali mešanica snovi, namenjena za preprečevanje, uničevanje ali nadzorovanje kateregakoli škodljivca, vključno s prenašalci človeških ali živalskih bolezni, neželenih vrst rastlin ali živali, ki povzročajo škodo ali na kateri drugi način ovirajo proizvodnjo, obdelavo, shranjevanje, transport ali prodajo hrane, kmetijskih pridelkov, lesa in lesnih izdelkov ali živalskih izdelkov, ali pa snov, ki se lahko da živalim za nadzor žuželk, pajkovcev in drugih škodljivcev na ali v njihovih telesih. Pojem vključuje tudi snovi za uravnavanje rasti rastlin, defoliante, desikante ali snovi za redčenje sadja ali preprečevanje prezgodnjega odpadanja z dreves. Uporablja se tudi za snovi, ki se jih nanese na žitarice pred ali po žetvi z namenom preprečevanja razpadanja med shranjevanjem in transportom.

## Razdelitev pesticidov
Glede na tarčno skupino organizmov razdelimo pesticide na:
- Akaricide za zatiranje pršic;
- Baktericide za zatiranje bakterij;
- Fungicide za zatiranje gliv;
- Herbicide za zatiranje plevela;
- Insekticide za zatiranje žuželk;
- Limacide za zatiranje polžev;
- Nematocide za zatiranje glist;
- Rodenticide za zatiranje glodavcev;
- Viricide za zatiranje virusov.

K pesticidom štejemo tudi sredstva, ki privabljajo (atraktanti) in odvračajo (repelenti) insekte, ptiče in sesalce s pomočjo spolnih hormonov (feromonov) ali česa drugega.

## Učinki na okolje
Uporaba pesticidov poraja številne polemike. Okoli 98 % celotne količine insekticidov in 95 % herbicidov dosežejo druga mesta kot pa tarčne vrste, in sicer poleg raznih vrst organizmov tudi zrak, vodo in kopno. Veter lahko torej raznese pesticide kot aerosolne delce v oddaljene kraje, so eden izmed pomembnih vzrokov onesnaženja vode, nekateri pa kot trajni organski onesnaževalci (polutanti) prispevajo k onesnaženju kopna.
Poleg naštetega pesticidi zmanjšujejo biodiverziteto, fiksacijo dušika in populacijo opraševalcev, uničujejo življenjske prostore oz. habitate (še posebej tistih od ptic) in so zelo nevarni za ogrožene vrste. Škodljivci lahko razvijejo odpornost (rezistenco), kar terja razvoj in uporabo novih pesticidov. Po drugi strani se lahko uporabi večjo količino pesticida, vendar to hkrati še poslabša problem onesnaženja okolja.

## Zastrupitve s pesticidi
Mnogi pesticidi delujejo škodljivo na človeka, pri katerem lahko povzročijo akutne ali kronične zastrupitve. Pogostejše so v državah v razvoju, kjer znaša incidenca od 17-180 primerov na 100.000 ljudi, visoke stopnje pa so prisotne tudi v državah, kjer so pesticidi uporabljeni tudi v samomorilne namene, kot je na primer. Šri Lanka. V Sloveniji je incidenca nizka. Nekateri pesticidi, ki jih uporabljamo tudi na Slovenskem, lahko ob kronični izpostavljenosti povzročijo raka, genetske napake in mutacije. V zadnjem času se število rakavih obolenj veča. Eden od dejavnikov, ki povzročajo raka so tudi pesticidi.
Glede na način delovanja razdelimo pesticide na štiri skupine:
- antiholinesterazni pesticidi,
- organoklorni pesticidi (insekticidi),
- pesticidi, ki zmanjšujejo oksidativne procese v organizmu (ditiokarbamati),
- herbicidi.

Razen zgoraj omenjenih obstajajo tudi pesticidi, ki povečajo oksidativne procese v organizmu, kot je dinitrofenol, ki so v Sloveniji prepovedani.
Najhujši primer nesreče zaradi zastrupitve s pesticidi je Bhopalska nesreča, pri kateri je iz industrijskega obrata v zrak ušlo okoli 40 ton metil izocianata (MIC), kemičnega intermediata v sintezi nekaterih karbamatnih pesticidov. Zaradi strupenega plina je takoj umrlo okoli 2.300 ljudi, celokupno pa okoli 15.000 ljudi.